# Максим Танк
Макси́м Танк (бел. Максі́м Танк, имя при рождении Евге́ний Ива́нович Скурко́ бел. Яўген Іванавіч Скурко; 4 [17] сентября 1912, деревня Пильковщина, Виленская губерния, Российская империя — 7 августа 1995, Минск, Беларусь) — белорусский советский поэт, переводчик, государственный деятель. Народный поэт Белорусской ССР (1968). Герой Социалистического Труда (1974). Лауреат Ленинской (1978) и Сталинской премии второй степени (1948). Лауреат Государственной премии Белорусской ССР имени Янки Купалы (1966). Академик АН Белорусской ССР (1972). Член КПЗБ с 1936 года. Председатель Верховного Совета Белорусской ССР (1965—1971).
Классик белорусской литературы. На его творчество оказало влияние основательное знание белорусского фольклора; поэзии Максима Танка присущ интеллектуализм, широкомасштабность, новейшие художественные формы и средства, богатство образной, ритмико-мелодичной (стихосложение силлабо-тоническое, тоническое, дольник, верлибр), строфической (терцет, катрен, сонет) организации стихотворения.

## Биография
Родился  (17) сентября 1912 года в селе Пильковщина (ныне Мядельского района Минской области Беларуси) в крестьянской семье Ивана Фёдоровича Скурко (1882 — ?) и его жены Домны Ивановны Хвалько. В 1929 году поступил в Виленскую гимназию имени А. Пушкина.

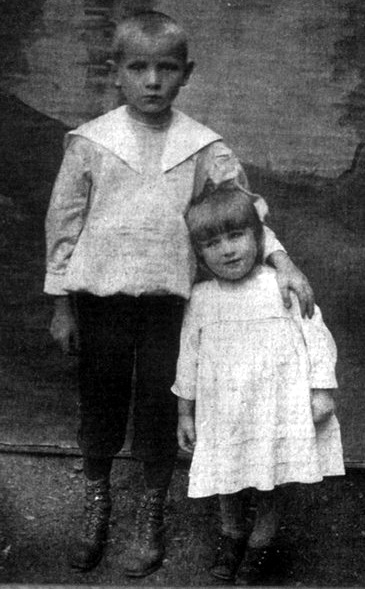
С сестрой Верой

Принимал активное участие в политической жизни Западной Беларуси в межвоенный период. Арестовывался польскими властями в 1932 и в 1934 годах. В 1936 году вступил в Коммунистическую партию Западной Беларуси.
После воссоединения Западной Беларуси и Белорусской ССР Максим Танк являлся корреспондентом в газете «Вилейская правда». В 1940 году принят в СП СССР. В годы Великой Отечественной войны продолжал работать во фронтовой печати.
В 1945—1948 годы Максим Танк являлся редактором в юмористическом журнале «Вожык». В 1948—1966 годы — главный редактор белорусского литературного журнала «Полымя».
Председатель ВС БССР (1965—1971). Депутат Верховного Совета СССР с 1969 года. Академик АН Белорусской ССР с 1972 года.
За время независимости он поддерживал бело-красно-белый флаг и выступил против референдума 1995 года, объяснил это тем, что если Беларусь потеряет свой герб и флаг, то потеряет свою независимость. Максим Танк умер в Минске 7 августа 1995 года. Похоронен в родном селе.

## Творчество
Первый поэтический сборник — «На этапах» (Вильно) — вышел в 1936 году. В ранних книгах поэт выступает певцом борьбы белорусского народа за национальное освобождение.
Среди наиболее известных книг поэта — «След молнии» (1957), «Глоток воды» (1964), «Да будет свет» (1972). Творчеству М. Танка характерны тематическая широта и разнообразие форм.

Широта его не ограничивает себя и в поисках выражения. Вместе со строго классическим, рифмованным и белым стихом он всё чаще пользуется и свободным, так называемым верлибром. И если многих обезличивает этот стих, то у Максима Танка он свой, он отличает его от всех других тем, что не влечет за собою ни бесплотного и холодного космизма, ни условной отвлеченности, нарочитой и рассудочной замудренности, ни дробящего сознание и как бы изгоняющего чувство рафинированного символа.
— Дмитрий Ковалёв

### Книги поэзии
- бел. «На этапах» («На этапах») (1936, факсимильное в 1983)
- бел. «Журавінавы цвет» («Клюквенный цвет») (1937)
- бел. «Пад мачтай» («Под мачтой») (1938)
- бел. «Выбраныя вершы» («Избранные стихи») (1940)
- бел. «Вастрыце зброю» («Точите оружие») (1945)
- бел. «Праз вогненны небасхіл» («Через огненный горизонт») (1945)
- бел. «Выбраныя вершы» («Избранные стихи») (1947)
- бел. «Вершы» («Стихи») (1947, 1948)
- бел. «Каб ведалі» («Чтоб знали») (1948)
- бел. «На камні, жалезе і золаце» («На камне, железе и золоте») (1951)
- бел. «Выбраныя творы» («Избранные произведения») (1952, 1954)
- бел. «У дарозе» («В дороге») (1954)
- бел. «След бліскавіцы» («След молнии») (1957)
- бел. «Мой хлеб надзённы» («Мой хлеб ежедневный») (1962)
- бел. «Лірыка» («Лирика») (1963)
- бел. «Глыток вады» («Глоток воды») (1964)
- бел. «Вершы» («Стихи») (1967)
- бел. «Ключ жураўліны» («Журавлиный клин») (1972)
- бел. «Хай будзе святло» («Пусть будет светло») (1972)
- бел. «Дарога, закалыханая жытам» («Дорога, убаюканная рожью») (1976)
- бел. «Вершы» («Стихи») (1979)
- бел. «Прайсці праз вернасць» («Пройти через верность») (1979)
- бел. «Лірыка» («Лирика») (1982)
- бел. «За маім сталом» («За моим столом») (1984)
- бел. «Лірыка» («Лирика») (1987)
- бел. «Дарога і хлеб» («Дорога и хлеб») (1988)
- бел. «Збор калосся : Вершы 1983—1988» («Собрание колосьев : Стихи 1983—1988») (1989)
- бел. «Паслухайце, вясна ідзе» («Послушайте, весна идёт») (1990)
- бел. «Мой каўчэг» («Мой ковчег») (1994)

### Поэмы
- бел. «Нарач» (1937)
- бел. «Янук Сяліба» (1943)

### Поэтические сборники для детей
- бел. «Галінка і верабей» («Веточка и воробей») (1946)
- бел. «Кніжка пра мядзведзя» («Книжка о медведе») (1947)
- бел. «Вершы» («Стихи») (1948)
- бел. «Урачыстае абяцанне» («Торжественная клятва») (1949)
- бел. «Сярод лясоў наднёманскіх» («Среди лесов наднёманских») (1951, 1987)

### Книги сказок
- бел. «Ехаў казачнік Бай» («Ехал сказочник Бай») (1955, 1984)
- бел. «Конь і леў» («Конь и лев») (1955)
- бел. «Казкі. Легенды» («Сказки. Легенды») (1960)
- бел. «Светлячок» («Светлячок») (1970)
- бел. «Быліна пра касмічнае падарожжа мураша Бадзіні» («Быль о космическом путешествии муравья Бадини») (1979)

### Сборник юмора
- бел. «Селядцы з вершамі» («Селёдка со стихами») (1966)

### Воспоминания
- бел. «Лісткі календара : Кніга-дзённік» («Листки календаря: Ежедневник») (1970)

### Собрание сочинений
- бел. «Збор твораў у 2-х тамах» (1958)
- бел. «Збор твораў у 4-х тамах» (1966—1967)
- бел. «Збор твораў у 6-ці тамах» (1978—1981)
- бел. «Збор твораў у 13-ці тамах» (2006—2012)

### Переводы
Переводил на белорусский язык с русского, украинского, польского, литовского, латышского, болгарского отдельные произведения А. Пушкина, В. Маяковского, П. Тычины, М. Рыльского, Т. Венцловы, Я. Судрабкална, А. Мицкевича, Ю. Словацкого, Ю. Тувима, В. Броневского, С. Р. Добровольского, Т. Ружевича, А. Германова. Перевёл либретто оперы «Страшный двор» С. Монюшки (1952 год в литературе|1952).

### Песни
«Память» музыка композитора Аркадия Люксембурга (1975)

## Оценки
Творчество Максима Танка, по оценке литературоведов — белорусская литературная классика, а он сам входит в число известных европейских поэтов.
М. В. Микулич подчёркивал, что начинающий поэт стремился осмыслить процессы западнобелорусской действительности и их дальнейшее развитие, в его творчестве отражался высокий уровень национально-патриотического сознания, стихи были ориентированы на морально-этические принципы.
Как замечал В. П. Рагойша, углубление гуманистического начала, усиление философичности лирики, расширение и совершенствование средств поэтического выявления стали ведущими стилистическими доминантами творчества Максима Танка 1960—1980-х годов.

## Награды и звания
- Герой Социалистического Труда (27.09.1974)
- четыре ордена Ленина (04.05.1962; 28.10.1967; 27.09.1974; 16.09.1982)
- орден Октябрьской Революции (02.07.1971)
- орден Красного Знамени (16.09.1943)
- орден Отечественной войны 2-й степени (11.03.1985)
- два ордена Трудового Красного Знамени (…; 25.02.1955)
- орден Дружбы народов (16.09.1987)
- орден Возрождения Польши IV степени[когда?]
- медаль Франциска Скорины (21.09.1992)
- медаль «Партизану Отечественной войны» 1-й степени (05.11.1944)
- другие медали
- Ленинская премия (1978) — за книгу стихов «Нарачанскія сосны» (1977)
- Сталинская премия второй степени (1948) — за стихотворный сборник «Каб ведалі» (1948)[6]
- Государственная премия Белорусской ССР имени Янки Купалы (1966) — за сборник «Мой хлеб надзённы»
- Литературная премия имени А. А. Фадеева (1980) за книгу «Прайсці праз вернасць»
- Золотая медаль имени Александра Фадеева (1980)
- Народный поэт Белорусской ССР (1968)

## Память

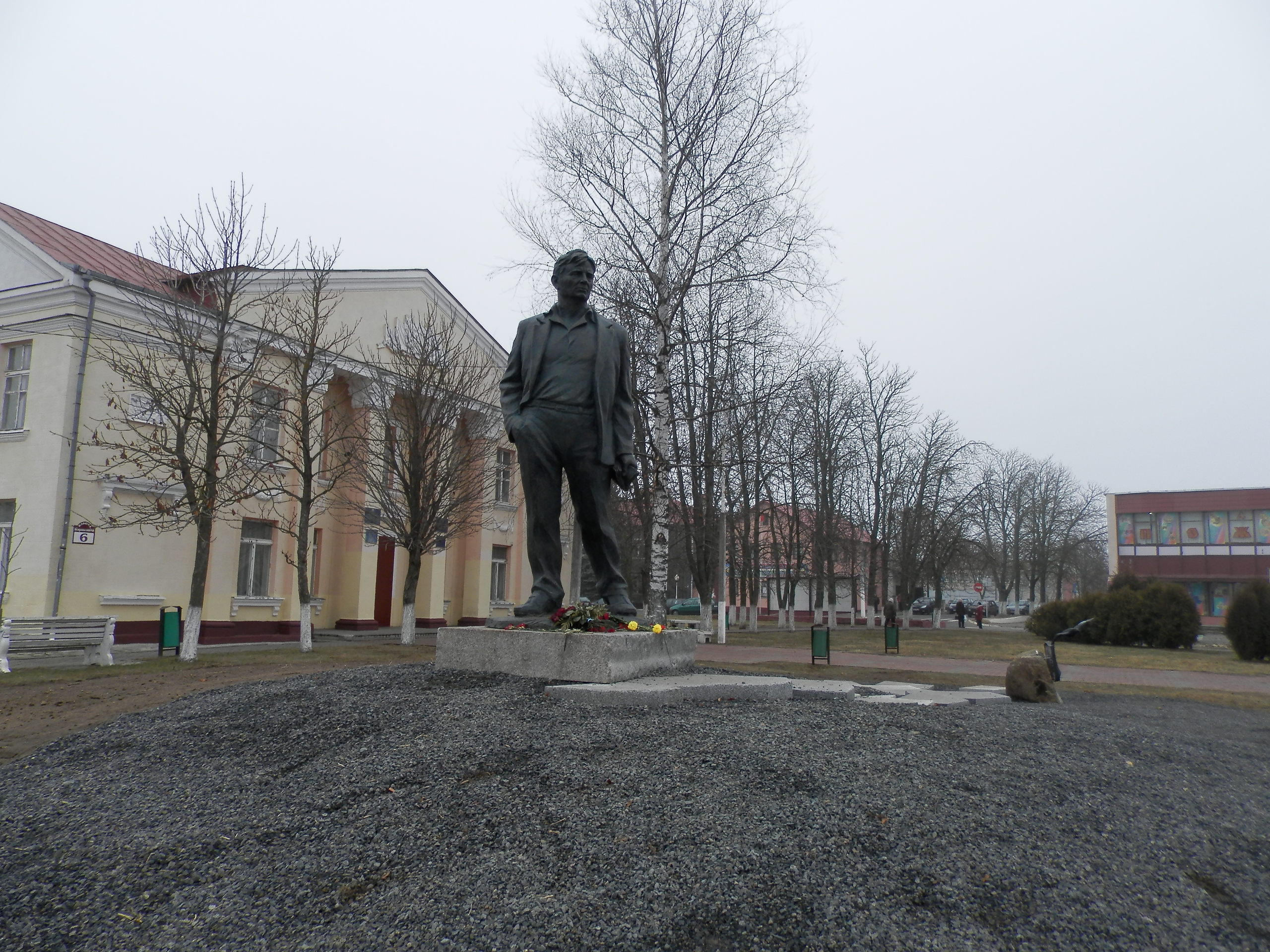
Памятник Максиму Танку в Мяделе

- Именем писателя назван Белорусский государственный педагогический университет.
- Улица Максима Танка (Минск, прежние названия: Новая, Ново-Красная, Танковая)[7]
- 5 декабря 2014 года в Мяделе открыли первый памятник Танку. Конкурсное жюри одобрило проект скульпторов Александра Финского, Ивана Миско и архитектора Армена Сардарова[8][9].